# En el ojo del Huracán
En el ojo del Huracán es el segundo DVD de la banda de hard rock La Renga. Es el primero en salir independientemente de los CD.
Lleva este título por el nombre de la canción Detonador de sueños pero, esencialmente, porque fue grabado en el estadio del club Huracán.

## Canciones
El ojo del Huracán es un show presentación del álbum Detonador de sueños, pero a pesar de ello en la lista del recital no suenan todos los temas del CD faltando «El rastro de la conciencia», «Estado» y «En los brazos del sol». 
Por otra parte, las canciones «El twist del pibe», «Bien alto», «Cuándo estes acá», «Lo frágil de la locura», «Cuándo vendrán», «Veneno» y «El juicio del ganso», fueron tocados en el recital, y no aparecen en el CD.

### Extras
Rockumental, una especie de backstage del concierto.

## Portada
La portada consta de una imagen que se asemeja a un huracán visto desde el cielo, girando en contra de las agujas del reloj, hecho de colores negros, violetas, cyanes y blancos.
Lo que es el ojo del huracán se encuentra corrido hacia la derecha y hacia arriba.
El logo La ReNGa está en plateado sobre este ojo del huracán.
Las palabras "EL OJO DEL HURACÁN" siguen la curva del brazo inferior.
Chiquita, en la esquina inferior derecha está escrita la fecha del espectáculo "04/12/2004".
El librillo interior incluye 96 páginas con fotos del show.

## Lista de canciones
- Todos las canciones compuestas por Gustavo F. "Chizzo" Napoli, excepto "Triste canción de amor" de Álex Lora y "Hey, Hey, My, My" de Neil Young.

| N.º | Título                                                                                                | Duración |  |
| 1.  | «Apertura»                                                                                            |          |  |
| 2.  | «A tu lado»                                                                                           | 3:14     |  |
| 3.  | «Tripa y corazón»                                                                                     | 3:15     |  |
| 4.  | «Las cosas que hace»                                                                                  | 4:35     |  |
| 5.  | «En el baldío»                                                                                        | 4:50     |  |
| 6.  | «Detonador de sueños»                                                                                 | 2:17     |  |
| 7.  | «Estalla»                                                                                             | 8:09     |  |
| 8.  | «Míralos»                                                                                             | 5:24     |  |
| 9.  | «A la carga mi rocanrol»                                                                              | 3:54     |  |
| 10. | «La trifásica» (Dementes en el espacio - La vida, las mismas calles - El camino del deshielo)         | 6:02     |  |
| 11. | «Intervalo»                                                                                           |          |  |
| 12. | «Oportunidad oportuna»                                                                                | 2:11     |  |
| 13. | «El ojo del huracán»                                                                                  | 3:56     |  |
| 14. | «El viento que todo empuja»                                                                           | 6:23     |  |
| 15. | «Triste canción de amor»                                                                              | 4:47     |  |
| 16. | «Voy a bailar a la nave del olvido»                                                                   | 9:14     |  |
| 17. | «Balada del Diablo y la Muerte»                                                                       | 9:42     |  |
| 18. | «Hielasangre»                                                                                         | 4:47     |  |
| 19. | «El final es en donde partí»                                                                          | 4:48     |  |
| 20. | «La razón que te demora»                                                                              | 4:49     |  |
| 21. | «Popurock» (Panic Show - Somos los mismos de siempre - Buseca y vino tinto - Noche vudú - El revelde) | 11:45    |  |
| 22. | «Hey, Hey, My, My» (Con Pappo)                                                                        | 8:43     |  |
| 23. | «El rey de la triste felicidad»                                                                       | 4:14     |  |
| 24. | «Hablando de la libertad»                                                                             | 8:56     |  |
| 25. | «Extra: Rockumental»                                                                                  |          |  |

## Músicos

### La Renga
- Chizzo: Voz y guitarra eléctrica
- Tete: Bajo
- Tanque: Batería
- Chiflo: Saxo y trompeta
- Manu: Saxo, armónica y guitarra rítmica

### Invitado
- Pappo: Guitarra eléctrica (en "Hey, Hey, My, My")